# Dienis Parszyn
Dienis Siergiejewicz Parszyn, ros. Денис Сергеевич Паршин (ur. 1 lutego 1986 w Rybińsku) – rosyjski hokeista, reprezentant Rosji.

## Kariera
- Łokomotiw 2 Jarosław (2001-2002)
- CSKA 2 Moskwa (2003-2009)
- CSKA Moskwa (2002-2012)
- Saławat Jułajew Ufa (2011-2013)
- Torpedo Niżny Nowogród (2013-2014)
- Awangard Omsk (2014-2016)
- Saławat Jułajew Ufa (2016-2017)
- Torpedo Niżny Nowogród (2017-2019)
- Mietałłurg Magnitogorsk (2019-2020)
- HC Košice (2020)
- Dinamo Ryga (2020-2021)
- HC Košice (2021-2022)
- Nieftiechimik Niżniekamsk (2022)
- Jugra Chanty-Mansyjsk (2022)
- HC Košice (2022-)

Wychowanek klubu Połet Rybińsk. Od 2001 był zawodnikiem CSKA Moskwa, początkowo grając w drużynie rezerwowej. W czerwcu 2011 przedłużył kontrakt z tym klubem o trzy lata. W październiku 2012 przeszedł do Saławata Jułajew Ufa na zasadzie wymiany zawodników (z Saławatu do CSKA został przekazany Igor Grigorienko). W maju 2013 roku został zawodnikiem Torpedo Niżny Nowogród (w toku wymiany: wraz z nim zawodnikiem Torpedo został Siergiej Sientiurin, a graczem Saławatu został Dmitrij Makarow). Odszedł z Torpedo z końcem kwietnia 2014. Od maja 2014 zawodnik Awangardu Omsk. Od końca listopada 2016 ponownie zawodnik Saławatu Jułajew Ufa. Od maja 2017 ponownie zawodnik Torpedo Niżny Nowogród. Od maja 2018 zawodnik Mietałłurga Magnitogorsk. Na początku lutego 2020 ogłoszono jego odejście z klubu. W połowie lutego 2020 został zawodnikiem słowackiego HC Košice. Na początku sierpnia 2020 ogłoszono jego transfer do Dinama Ryga. We wrześniu 2021 przeszedł ponownie do HC Košice. W maju 2022 przeszedł do Nieftiechimika Niżniekamsk. W październiku 2022 przeszedł do Jugry Chanty-Mansyjsk. W listopadzie 2022 po raz kolejny trafił do Koszyc.

## Sukcesy
Reprezentacyjne
- Złoty medal mistrzostw świata juniorów do lat 18: 2004
- Srebrny medal mistrzostw świata juniorów do lat 20: 2005

Indywidualne
- KHL (2009/2010): Mecz Gwiazd KHL
- KHL (2013/2014): Mecz Gwiazd KHL[17]
- KHL (2017/2018): skład gwiazd miesiąca - sierpień 2017[18]